# Cilli Wang

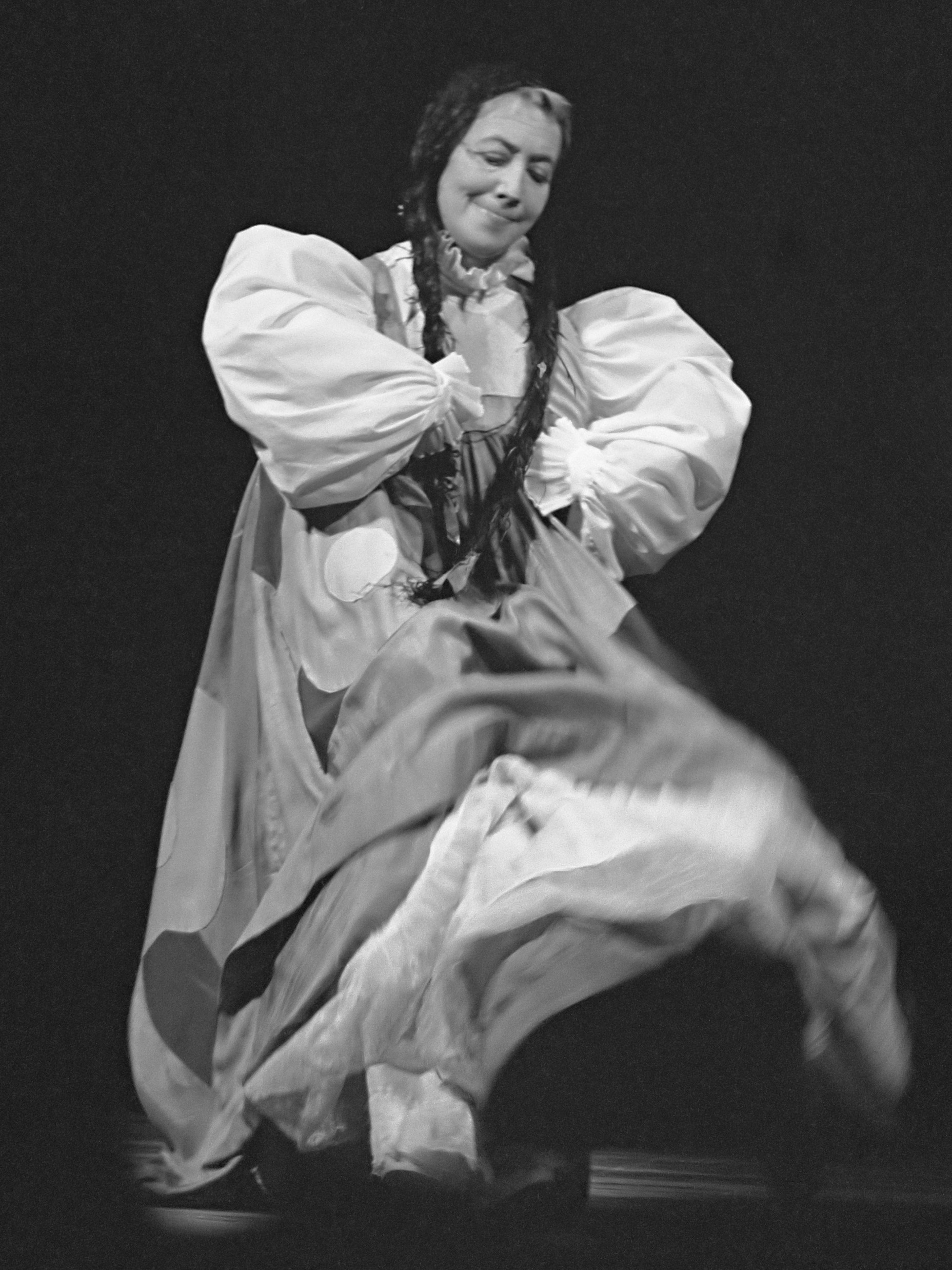
Cilly Wang (1961)

Zäzilie „Cilli“ Wang (geboren 1. Februar 1909 in Wien, Österreich-Ungarn; gestorben  10. Juli 2005 ebenda) war eine niederländisch-österreichische Tänzerin und Kabarettistin.

## Leben
Cilli Wang besuchte Tanzklassen an der Wiener Akademie für Musik und darstellende Kunst (Max Reinhardt Seminar) bei Gertrud Bodenwieser. 1928 zeigte sie ihre erste Performance, indem sie zur Rezitation des Schauspielers Ernst Ceiss tanzte. Ab 1932 lebte sie in Berlin. Hier wirkte sie im berühmten Kabarett Katakombe und heiratete im selben Jahr den Regisseur und Autor Hans Schlesinger. Beide arbeiteten bis zu seinem Tod 1945 eng zusammen. 1935/36 trat sie in Erika Manns Kabarett Die Pfeffermühle in Zürich auf. 1936 emigrierten Cilli Wang und Hans Schlesinger in die Niederlande; ihre Eltern wurden Opfer des Holocaust. 
In den Niederlanden traten sie mit Tanz- und Sprechnummern in Kabaretts auf, sie gab vor allem den Suppenkaspar, den „Struwwelpeter“ und die Zäzilie (nach Morgenstern). Nach der Invasion der deutschen Truppen lebte das Paar 1941 bis 1945 in einem Versteck. Nach dem Krieg blieb sie in den Niederlanden und wurde 1952 Niederländerin. Erst 1975 kehrte die Künstlerin endgültig nach Wien zurück, aufgetreten war sie hier bereits bald nach Kriegsende. Das Theatermuseum in Wien zeigte 1981 die erste Ausstellung über sie.
Ihre pantomimischen Tänze und Performances mit parodistischen, grotesken und illusionistischen Elementen – die sie selbst Verwandeleien nannte (für die sie auch selbst die Kostüme und Puppen entwarf) – zeigte sie von 1946 bis in die 1970er Jahre auf vielen Tourneen durch Europa, Israel, Indonesien, Afrika, die USA, Kuba und Australien. Für ihre Performance, die zu ihrer Zeit eine Seltenheit war, wurde sie Pawlowa der Parodie genannt. Anfangs in Ensembles auftretend, galt ihr Interesse aber dem Zusammenhang von gesprochenem Wort und Bewegung. Sie kreierte tänzerische Bewegungsnummern zu Goethe, Wilhelm Busch oder Christian Morgenstern, die sie bald auch selbst rezitierte. Sie parodierte Frau Hitler,  und verulkte Volkstänze. Ihr Talent für komische Nummern führte zu Vergleichen mit Charlie Chaplin.  Auch im legendären Simpl in Wien trat Cilli Wang auf. Zu ihrem Markenzeichen wurden die großen Puppen, mit denen sie auf der Bühne hantierte. Befreundet war sie unter anderem mit Elias Canetti.
Wang hinterließ einen großen, künstlerisch wertvollen Nachlass, der heute unter anderem vom Literaturarchiv der Österreichischen Nationalbibliothek, der Exilbibliothek des Literaturhauses Wien aber auch vom Theatermuseum Wien verwaltet wird und dessen Zusammenhalt ihre Sorge zu Lebzeiten galt. Nach ihrem Tod stellte sich die Frage, wie die Sammlung erhalten werden kann.
Am 10. Juli 2005 starb sie mit 96 Jahren.

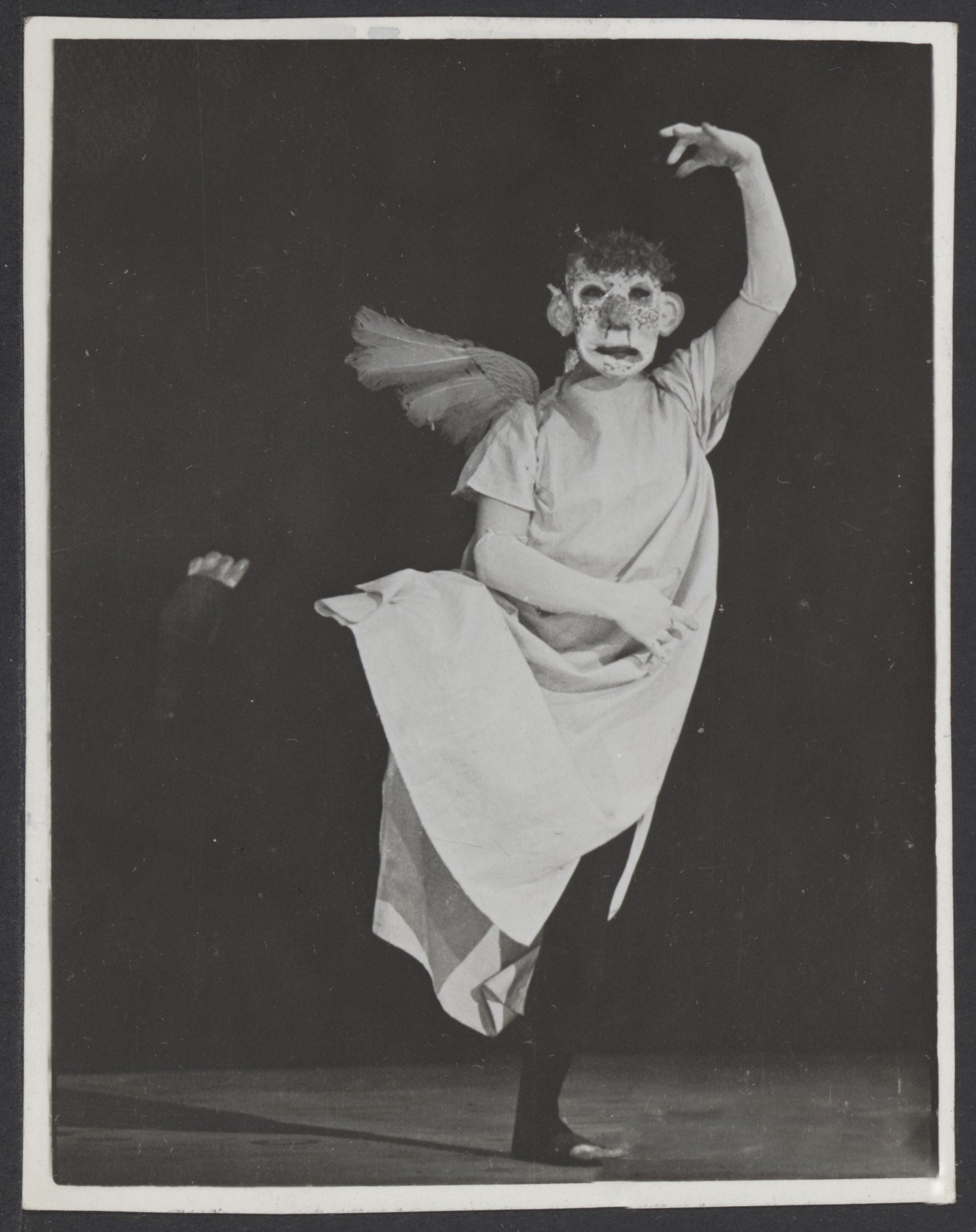
Cilli Wang (1947)
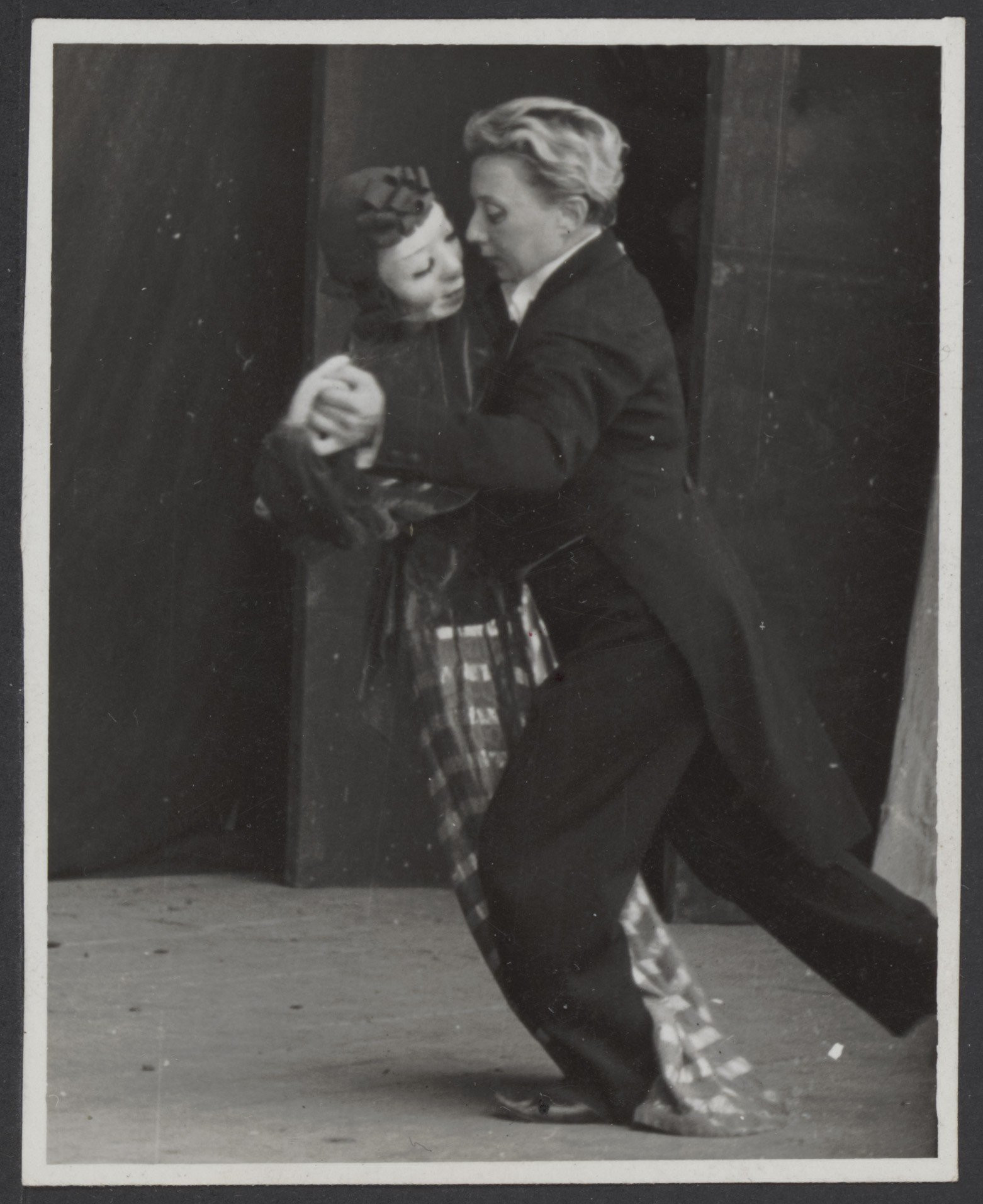
Tanz
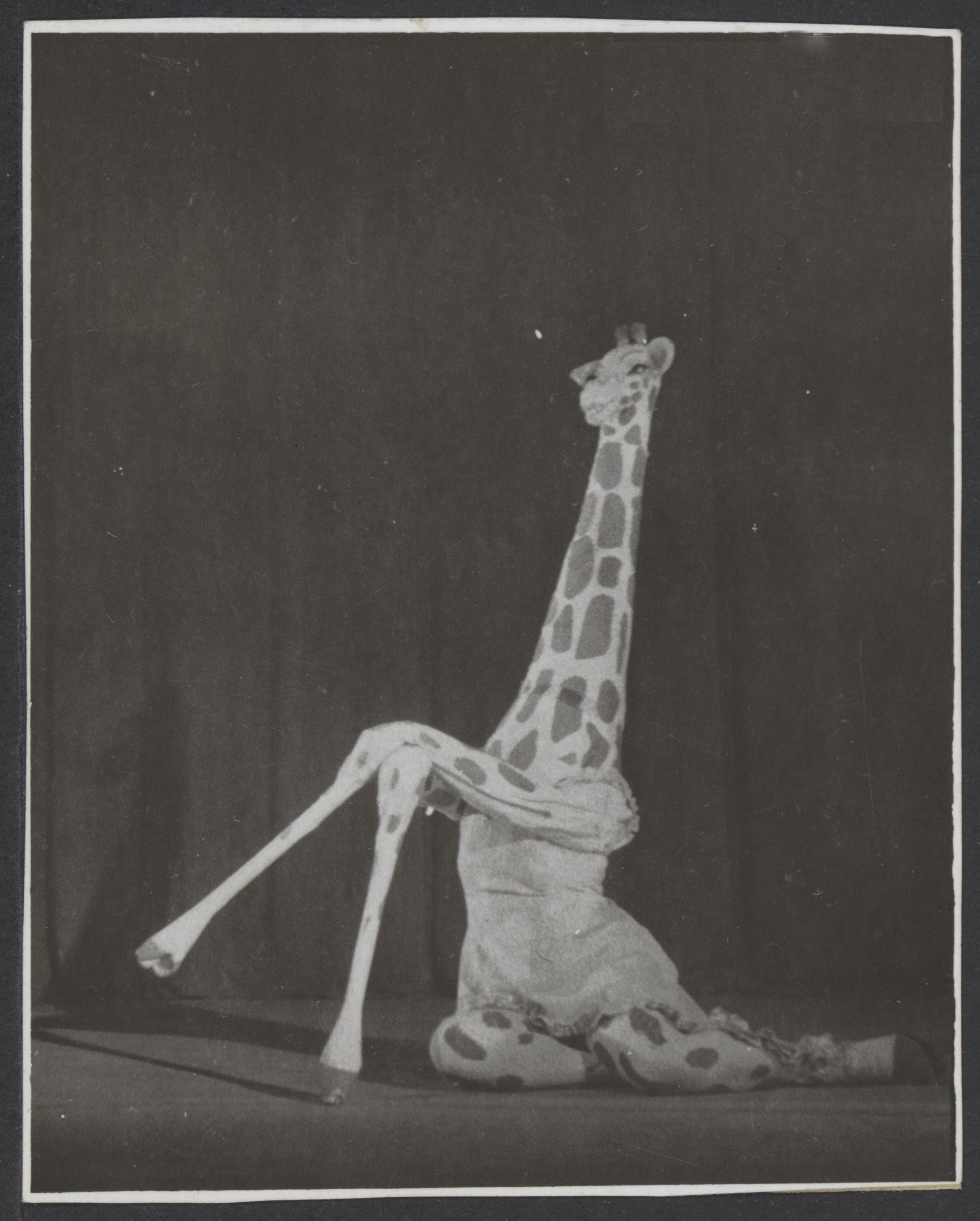
Salon Giraff
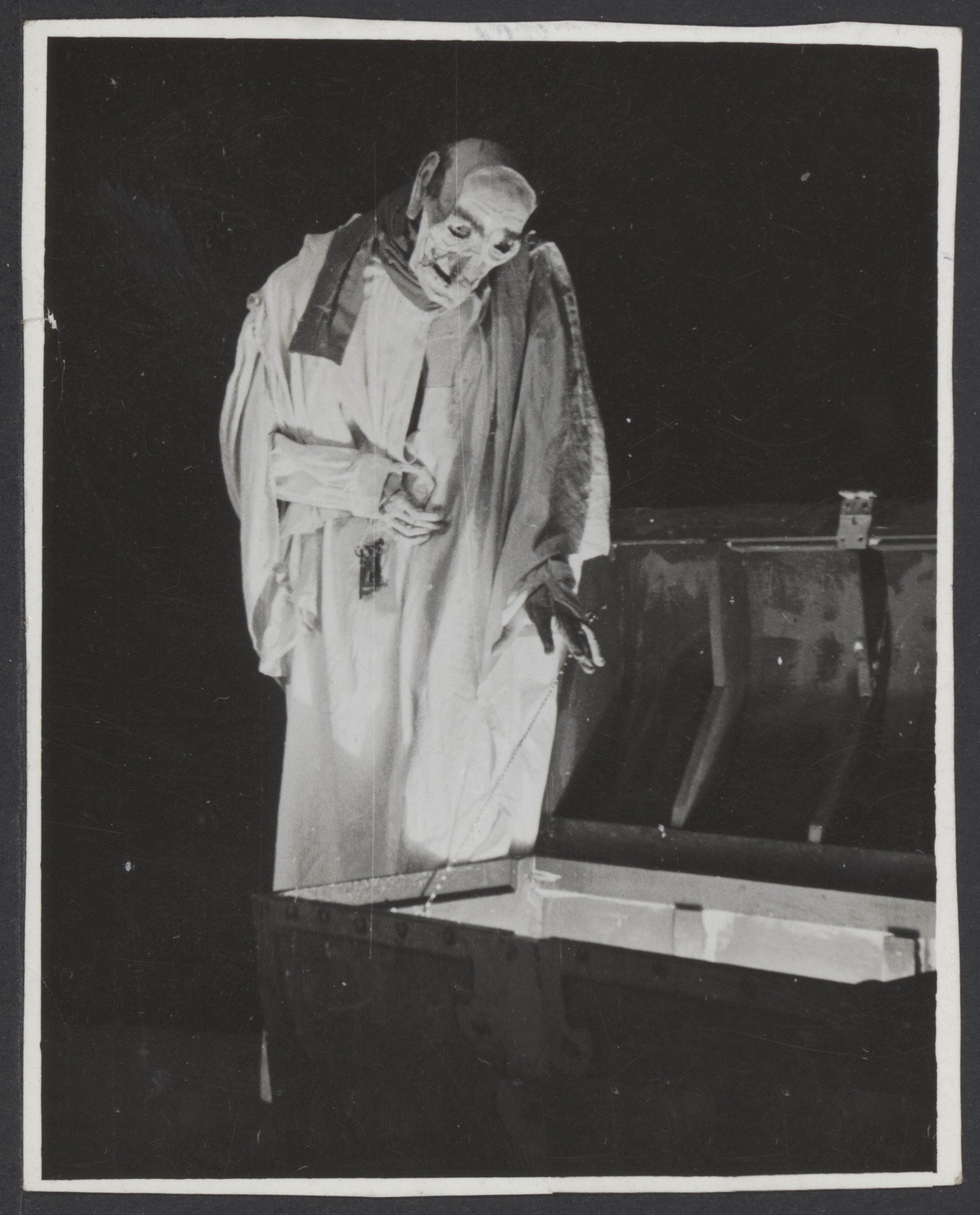
Geizhals

## Einzelbelege
1. ↑  Angaben zum Geburtstag im Großteil der Sekundärliteratur, in den Nachrufen und in den Angaben der Friedhofsverwaltung. Nach anderen Angaben und dem Geburtenbuch der IKG Wien, 1905, Nr. 353, wurde sie am 1. Februar 1905 geboren (Faksimile bei FamilySearch, kostenlose Registrierung erforderlich).
2. ↑  Hertha Kratzer: Alles, was ich wollte, war Freiheit. Außergewöhnliche Österreicherinnen der Moderne. 1. Auflage. Styria Premium, Wien/Graz/Klagenfurt 2015, ISBN 978-3-222-13504-0, Cilli Wang. Die Zauberin. 1909–2005, S. 54–65.

| Personendaten    | Personendaten                              |
| ---------------- | ------------------------------------------ |
| NAME             | Wang, Cilli                                |
| ALTERNATIVNAMEN  | Wang, Zäzilie                              |
| KURZBESCHREIBUNG | österreichische Kabarettistin und Tänzerin |
| GEBURTSDATUM     | 1. Februar 1909                            |
| GEBURTSORT       | Wien                                       |
| STERBEDATUM      | 10. Juli 2005                              |
| STERBEORT        | Wien                                       |